# グレース・ノット
グレース・ノット又はグレース・キャサリン・ニール・ノット（英: Grace Catherine Neale Nott、1863年7月25日 - 1947年3月3日）は、イギリスの宣教師で、熊本において最初のハンセン病病院回春病院を創立したハンナ・リデルと共に1889年12月来日した。教会より両者は赴任先として熊本が指定された。ノットはリデルに協力して病院を創立しているが性格が地味で目立たなかった。しかし、回春病院が財団法人として認められる際には、ノットは評議員になっているし、リデルを経済的に援助していたという。なお、彼女の母Mary Harriet Nott(1836年 - 1913年9月23日)は、未亡人になってから来日しグレースと同居していた。夏目漱石はロンドン留学が決定した1900年にイギリスの情報を得るために、ドイツ系スイス人ファーデルの紹介でノット母子と知り合いになった。ノットの母は帰国の船の中でも、留学途上の漱石の求めに応じ、英国における漱石の指導教授を捜すのに協力している。

## 家族と少女時代と熊本での活動
ノット家の家系図をたどるとオリバー・クロムウェルともつながりがあるので、名家といえる。父親は海軍軍人でエドワード・トマス・ノット（Edward Thomas Nott）といい、1861年に夫人と結婚、1870年に大佐に昇進したが。1874年にマラバ号艦長時代、カイロ北東約
100キロのスエズ運河中央管理部が置かれているイスマイリアで死亡した。CMS（Church Missionary Society）(リデルたちを海外に派遣した団体）は女性宣教師養成の必要を感じザ・ウイロウズという学生数46名の良家の子女の学校を作った。グレース・ノットはそこに入学した。そこでは、聖書の学問だけでなく、派遣地域の文化、一般商業簿記、また医学や看護の知識も教えていたという。熊本着任後、リデルは第五高等学校学生に英会話を教え、またグレースは1918年―19年ごろまで、日曜学校で英語会話を教えていた。グレースは母親と共に熊本市四軒町の借家に住み、母は夏目漱石に会話をおしえた。長女グレースより年下の長男レジャアは陸軍将校となり、インド北部で戦病死した。次男パーシィはケンブリッジ大学で学士号、修士号をとってから、聖職者となり司祭になっている。

## 帰国の事情
ブランドラム牧師（John B. Brandram）は、信者獲得に功績があったが、彼を飛び越えて上司と交渉するリデルとの間にトラブルを生じ、精神異常をきたした。治療のため中国に向かった船の上で1900年12月30日で死亡した。夏目漱石はこれを大変気の毒に思ったことが日誌に記されている。1901年グレース・ノットはブランドラムの未亡人と4人の遺児を連れて帰国した。任期満了で、辞任を申し出たという。

## 再来日
再来日して、熊本から鹿児島へ伝道したという情報がある。しかし、はっきりしない。

## グレースのキリスト教への態度
母親よりはるかに徹底したクリスチャンである。主を信じ、崇め、愛し、自己の一切を捧げようとする祈りが行間ににじみ出る。1週に2、3時間英語を押してたら1時間ぐらいはキリスト教の信仰を説くのは当然と考え、それを実行している。1937年に作成した遺言状の中で回春病院にもCMSと同額の100ポンドの寄付をするように書かれている。

## ノットの活躍と性格
リデルの回春病院にかける努力は資料が多いが、彼女と一緒に回春病院を創立したノットの活躍の記録は少ない。リデルが、カリスマ性を備えたリーダー的存在であったのに対し、ノット嬢はひかえめで、おとなしいとあり、リデルとノットの写真の位置などでも明白である。ノットは1901年にイギリスに帰ったが、これは任期満了となり、辞任を申し出たことによる。

## 文献
- 武田勝彦　「漱石ロンドン生活の基礎（上）」 『比較文学年誌』1995、第31号
- 武田勝彦　「漱石ロンドン生活の基礎　(下）」『比較文学年誌』1997、第33号
- 猪飼隆明　『ハンナ・リデルと回春病院』　熊本出版文化会館、2005年 ISBN 4-915796-52-3 （英国において多くの一次史料を見つけている）
- 猪飼隆明　『性の隔離と隔離政策　ハンナ・リデルと日本の選択』　熊本出版文化会館、2005年 ISBN 4-915796-53-1
- 内田守編集　『ユーカリの実るを待ちて』リデル・ライト記念老人ホーム、1976年
- 飛松甚吾　『ミス　ハンナリデル』熊本回春病院、1934年（1993年に復刻版が発行）
- ボイド　ジュリア　『ハンナ・リデル　ハンセン病救済に捧げた一生』日本経済新聞社、1995年 ISBN 4-532-16180-0
- Boyd Julia 『Hannah Riddell, An Englishwoman in Japan』 Charles E. Tuttle Company. 1996 ISBN 0-8048-2050-3

## 関係人物
- 夏目漱石
- ハンナ・リデル